# Marcus Bettinelli
Marcus Bettinelli (Londres, Inglaterra, 24 de mayo de 1992) es un futbolista inglés. Juega de guardameta en el Manchester City F. C. de la Premier League de Inglaterra.
Es hijo de Vic Bettinelli, entrenador de porteros de la Academia del Fulham desde 2003.

## Trayectoria
Bettinelli se formó en la cantera del Fulham. Fue cedido al Dartford de Conference Premier entre agosto de 2012 y marzo de 2013, llegando a disputar 42 encuentros. En agosto de 2013 fue, de nuevo, cedido al Accrington Stanley. Esta cesión, inicialmente de un mes, se amplió al resto de la temporada aunque en el mes de diciembre fue cancelada por el Fulham para que se sentara en el banquillo de Craven Cottage como suplente de Stockdale. Pocos días después fue cedido hasta final de temporada al Accrington, donde ya había disputado 19 partidos.
En verano de 2014 regresó al Fulham que se encontraba en Championship. En su primera campaña disputó 45 encuentros y fue titular indiscutible. En la siguiente debido a una grave lesión de rodilla que sufrió en el mes de agosto en un partido ante el Hull City estuvo de baja siete meses, no obstante, tras su recuperación volvió a ser titular hasta final de temporada. En la temporada 2016-17 le costó hacerse con la titularidad debido a que el entrenador apostó por David Button. Marcus no pudo hacerse con el puesto hasta los últimos seis partidos de la competición liguera, aunque eso le permitió tener continuidad en los play-offs de ascenso. En la campaña 2017-18 se hizo con la titularidad en el mes de diciembre, y, además, logró el ascenso a la Premier League como titular.
El 26 de agosto de 2018 debutó en Premier League en una victoria por 4 a 2 ante el Burnley.

## Selección nacional
El 27 de marzo de 2015 debutó con la selección sub-21 inglesa en un amistoso ante la República Checa.
En septiembre de 2018 fue covocado por la selección inglesa para los partidos ante España y Suiza.

## Clubes
| Club                              | País       | Año       | Partidos |
| --------------------------------- | ---------- | --------- | -------- |
| Fulham F. C.                      | Inglaterra | 2012-2021 | 104      |
| Dartford F. C. (cedido)           | Inglaterra | 2012-2013 | 42       |
| Accrington Stanley F. C. (cedido) | Inglaterra | 2013-2014 | 41       |
| Middlesbrough F. C. (cedido)      | Inglaterra | 2020-2021 | 42       |
| Chelsea F. C.                     | Inglaterra | 2021-2025 | 2        |
| Manchester City F. C.             | Inglaterra | 2025-     | 1        |

## Palmarés

### Títulos internacionales
| Título                            | Club          | Sede      | Año  |
| --------------------------------- | ------------- | --------- | ---- |
| Copa Mundial de Clubes de la FIFA | Chelsea F. C. | EAU       | 2021 |
| Liga Conferencia de la UEFA       | Chelsea F. C. | Breslavia | 2025 |